# Lowell (Oregon)
Lowell é uma cidade localizada no estado norte-americano de Oregon, no Condado de Lane.

## Demografia
Segundo o censo norte-americano de 2000, a sua população era de 857 habitantes.
Em 2006, foi estimada uma população de 948, um aumento de 91 (10.6%).

## Geografia
De acordo com o United States Census Bureau tem uma área de
3,1 km², dos quais 2,4 km² cobertos por terra e 0,7 km² cobertos por água. Lowell localiza-se a aproximadamente 224 m acima do nível do mar.

## Localidades na vizinhança
O diagrama seguinte representa as localidades num raio de 32 km ao redor de Lowell.